# 地下水補給

水平衡流程圖

地下水補給（英語：Groundwater recharge，也可用deep drainage，或是deep percolation來表達）描述水從地表水往下移動，成為地下水的水文過程。這種補給是水進入地下含水層的主要途徑。此過程通常發生在植物根部下方的包氣帶（也稱滲流帶），通常以流到地下水位表面的通量來表達。地下水補給也包括越過地下水位，而進入飽和區的部分。補給既以自然方式發生（如雨水透過水循環而進入），也可透過人為方式（如把再生水作“人工補給”）而達成。
估算補給率最常用的方法是：氯化物質量平衡法（chloride mass balance method, CMB）、土壤物理學法（soil physics methods）、環境和同位素示踪劑法（environmental and isotopic tracers）、地下水位變動法（groundwater-level fluctuation methods）、水平衡（WB）法（包括地下水模型（GMs））以及基本水流 (BF)估計法。

## 過程

### 擴散式或集中式機制
地下水補給可透過擴散，或是集中的機制發生。當降水經土壤滲透進入地下水位時，產生的是擴散補給，根據定義，這種滲透散佈在大面積區域中。集中補給由地表水源（河流、湖泊、乾谷（乾河床）和濕地），或是由地表窪地滲漏進入地下，這種補給方式通常在乾旱氣候時會更為明顯。

### 自然補給

自然流程中的地下水補給（包含短期及長期），在某些特定地點，補給對地下水位的影響會對含水層的水質有改善，或是惡化的效果。

自然補給主要是通過雨，或是融雪進行，在較小程度上則由地表水（河流和湖泊）進行。人類活動（包括鋪路、土地開發或是伐木）會在一定程度上阻礙補給。這些活動會導致表土流失而讓水滲透減少、地表徑流增加而導致補給減少。使用地下水（特別是用於灌溉），也會降低地下水位。地下水補給是可持續性地下水管理工作中的重要一環，就長期而言，從含水層抽取水的體積率必須小於或等於補給率。
補給有助於把積聚在植物根區的多餘鹽分轉移到更深的地層，或是進入地下水系統。樹根可增加地下水的飽和度，而減少徑流發生。洪水把河床黏土移往下游，可短暫增加河床的滲透性，提升含水層的補給。

#### 濕地
濕地有助於維持地下水位，並控制揚程， 為地下水補給和向其他水域排放提供動力。濕地對地下水的補給程度取決於土壤、植被、場地、範圍與體積比和地下水位梯度。地下水主要是由濕地邊緣的礦質土壤獲得補給。大多數濕地下方的土壤相對不透水。如果範圍與體積比很大（例如在小型濕地），表示水可經相對較大的面積滲透進入地下水。在草原坑洼區等小型濕地中經常有地下水補給發生，可顯著促進當地地下水的補給。研究人員發現這些地點中每個季節的地下水補給量可達濕地水量的20%。

### 人工補給
增加地下淡水所採用的管理方式包括含水層補給 (MAR) ，所採的策略包括河床渠道改造、岸邊過濾、灑水和建造補給井。:110
由於印度農民過度抽取地下水做灌溉之用，導致地下水源枯竭，人工補給的做法變得日益重要。印度政府在2007年根據國際水管理研究所的建議，撥款460億印度盧比（約當2020年的5.8億美元），資助在7個邦的100個地區中受超額抽水的含水層，進行含水層儲存及復原計畫（所建造的是種寬且淺的井，通常井身襯有混凝土）。另一個由地下水補給產生的問題是例如乳牛場、工業和城市徑流把廢棄物棄置於河流而造成的污染。
由雨雪水徑流攜帶的污染物會在調整池中聚積，這類可降解污染物的聚積可加速生物降解。要達到加速生物降解的目的，對地下水位高的地方或是高的時期，在滯洪池、調整池和雨水花園的設計方面需給予特別注意。

### 低窪地集中補給
如果雨雪均勻降在土地上，且未超過土壤的持水能力，則滲透到地下水的數量會非常少。反之，如果在低窪地區形成水坑，相同的水量集中在較小的區域內，會超過土壤持水能力，導致水向下滲透，而發生地下水補給。發生徑流的土地面積越大，會導致更多的水進入窪地，滲入的力道會越強。在一個區域內相對不均勻的降水方式，重複在窪地發生的地下水補給，稱為“ 低窪地集中補給”，在這種窪地之下的水位會因而上升。
在乾旱地區，這種低窪地集中補給成為地下水補給的重要來源。
低窪地集中補給也會大幅影響到污染物進入地下水的機會。這情況在具有喀斯特地質構造的區域尤其令人擔憂，因為岩層被水溶解，污水可直接通往含水層或是其他原本與外部不連通的溪流。這種極端形式的水流會加速污染物的輸送，又加速對此類通道的侵蝕。原本功能為捕獲徑流的窪地，隨著時間演進而直接連接到地下水層。
低窪地中積水越深，壓力越大，迫使水以更快的速度進入地下。更快的逕流速度可把原本吸附在土壤上的污染物帶走，直接輸送到下方已升高的地下水位中，然後進入地下水。因此須對進入滲濾池的水質給予特別的注意。

## 估計補給率方式
把地下水補給率量化有其難度。原因為必須先測量或估計其他相關過程，例如蒸發、蒸散作用（或稱蒸發散）和滲透過程，以確定這些因素間的相互作用。目前並無廣泛適用的方式可直接，且準確計算出降水到達地下水位的數量。
最常用於估算補給率的方法有：氯化物質量平衡（CMB）法、土壤物理學法、環境和同位素示踪劑法、地下水位變動法、水平衡（WB）法（包括地下水模型（GMs））以及河流基流 (BF) 法。
對區域的、大陸的和全球的補給估計通常由全球水文模型計算而得。

### 物理法
物理法使用土壤物理學原理來估算補給量。直接物理法嘗試實際去測量通過植物根區下方的水量。間接物理方法依賴土壤物理學參數做測量或估算，這些參數與土壤物理原理可共同用於估算潛在或實際補給量。經歷過幾個月沒有下雨之後，夏雨型暖溼氣候區域的河流水位很低，地下水完全依靠河流補給。因此可根據已知的集水區，再以河流基流計算補給量。

### 化學法
化學法使用具有相對惰性的水溶性物質（例如在地下水補給（或稱深層排水）時從土壤攜的同位素示踪劑或是氯化物（鹽分）做估計， 

### 數值模型
也可採數值分析估算補給量，使用諸如垃圾掩埋場性能水文評估、UNSAT-H、SHAW模型（Simultaneous Heat and Water Transfer model）、WEAP模型和MIKE SHE模型等電腦程式。也可在網上直接使用一維程式HYDRUS1D做估計。這些程式通常使用氣候和土壤數據來估算補給量，並以某種形式的理查茲方程式來模擬包氣帶的地下水流。

## 影響補給的因素

### 氣候變化
本節摘自地下水#Climate change。
氣候變化對地下水的最大影響在其導致蒸發散增加，而間接對灌溉用水需求產生影響。:5世界許多地方的地下水儲量都在下降，原因是更多的地下水被抽取，用於農業灌溉，特別是在旱地。:1091會導致灌溉用水增加的部分原因是氣候變化對水循環產生影響，讓問題更為惡化。
氣候變化導致水循環發生變化，繼而以多種方式影響到地下水：極端天氣事件會導致地下水儲量下降、地下水補給減少和水質惡化。:558而在熱帶地區所發生的密集降水和洪水事件似乎又造成更多的地下水補給。:582
但關於氣候變化對地下水的確切影響仍在調查之中。:579原因為從地下水監測而得的科學數據仍然不足，例如空間和時間的變化、抽像化數據和“地下水補給以數值顯示的過程”。:579
氣候變化影響會對地下水儲存產生不同的影響：預期更強烈（但次數更少）的降水事件會讓許多環境中的地下水補給增加。:104但在更為強烈的乾旱期會讓土壤更為乾燥和壓實，而把地下水的滲透能力降低。

### 城市化
城市化會進一步影響到地下水補給。研究顯示城市地區的補給率可高達農村地區的10倍。此情況可用城市地區比農村地區有更龐大的供水和下水道網絡來解釋。農村地區的補給基本上僅靠降水達成，與城市地區情況截然不同。城市內的道路網絡和基礎設施會阻礙地表水滲入土壤，導致大部分地表徑流進入雨雪水渠。隨著城市化繼續擴展到各個地區，地下水補給率會較以前農村時代的有所增加。突然湧入大量地下水補給，會產生的後果之一是暴洪發生。由於地下水補給率增加，生態系統被迫得適應。此外，由於道路的滲透性較土壤為低，地表徑流隨之增加。因此城市化增加地下水補給率，又減少滲透，而在大雨發生時會容易發生暴洪事件。

## 負面因素
- 排水相關問題
- 不透水表面（英语：Impervious surface）
- 土壤壓實
- 地下水污染